# کپک دودی

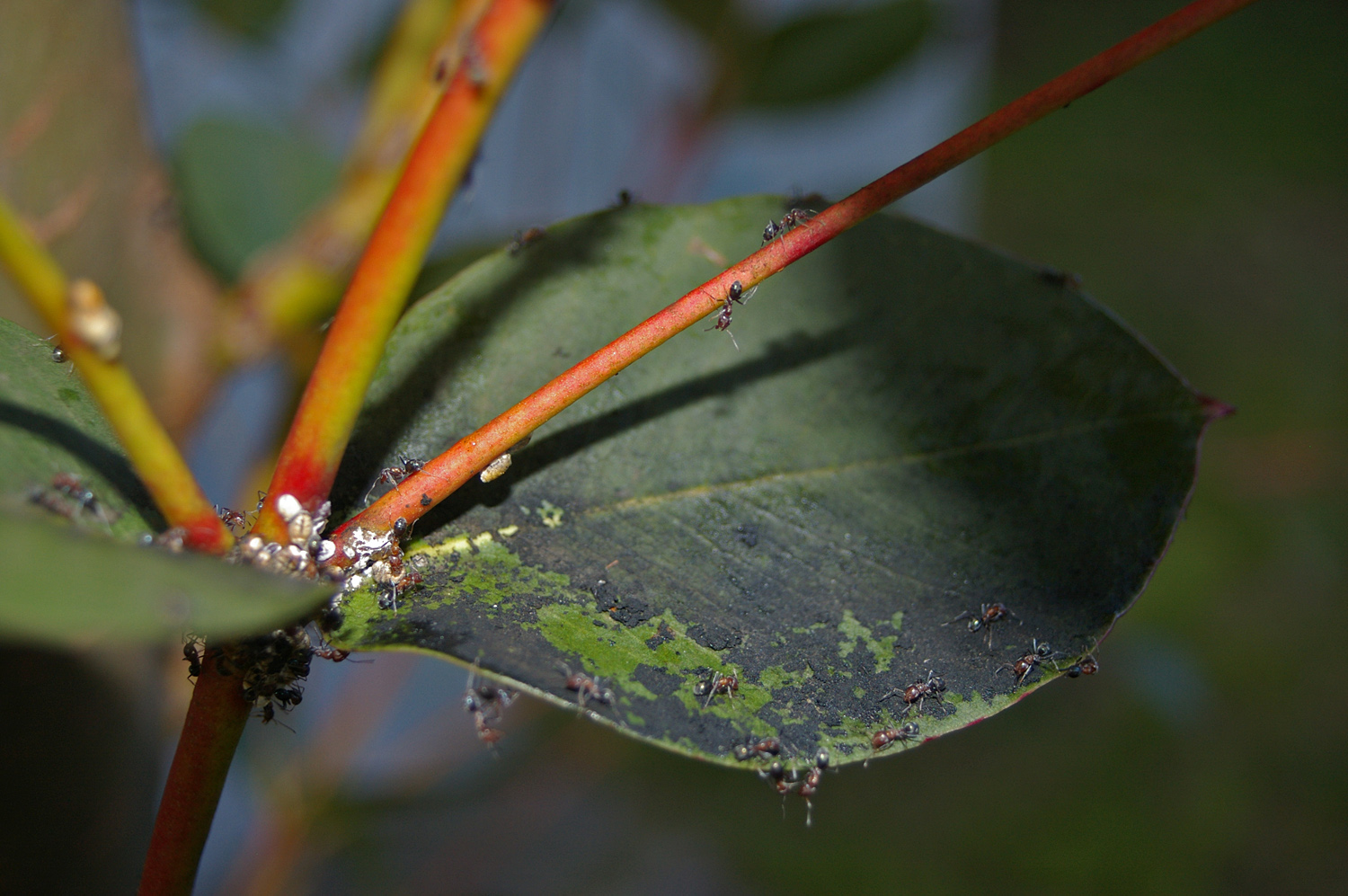
کپک دودی روی برگ یک گونه اکالیپتوس

کپک دودی یا دوده‌ای یک اصطلاح جمعی برای قارچ‌های مختلف کیسه‌ای است که شامل جنس‌های زیادی است، معمولاً کپک سبز سیاه و کپک سیاه. روی گیاهان و میوه‌های آن‌ها و همچنین اشیاء محیطی مانند نرده‌ها، مبلمان باغ، سنگ‌ها، حتی اتومبیل‌ها نیز رشد می‌کند. کپک یا از ترشحات قندی تولید شده توسط گیاه یا میوه سود می‌برد، یا اگر گیاه توسط حشرات ترشح کننده عسلک یا مکنده‌های شیره آلوده باشد.
خود کپک دودی آسیب چندانی به گیاه نمی‌زند هرچند تا حدودی جلوی نور خورشید را می‌گیرد، ولی نشان دهنده آسیب سایر آفات است. همچنین، این کپک یک پوشش سیاه و پودری روی گیاهان و اشیاء محیطی ایجاد می‌کند که ناخوشایند است.
اکولوژی گونه‌های مختلف، تعاملات آنها، رابطه آنها با میزبان کمی درک شده‌است. مشاهده تصادفی یک Microcyclospora tardicrescens که رشد پاتوژن میوه Colletotrichum fioriniae را در آزمایش‌های کشت دوگانه مهار می‌کند، تریکوتکولون استات و مشتق (S)-7-هیدروکسی آن را به‌عنوان اصول فعال برای تعامل بین M. tardicrescens و C fiorinia به دست آورد.

جنس‌های ایجاد کننده کپک‌های دوده عبارتند از: Alternaria، Cladosporium , Aureobasidium , Antennariella , Limacinula , Scorias , Meliola و Capnodium .
اما برخی دگر از قارچها مانند Aethaloderma, Capnodium, Cladosporium, Euantennaria, Scorias, and Trichomerium نیز گزارش شده اند.
کپک دوده‌ای به ویژه در گیاهانی که ترشحات قندی تولید می‌کنند، به خوبی رشد می‌کند، اگر توسط حشرات ترشح کننده عسلک مانند شته‌ها، فلس‌ها و مگس سفید آلوده شوند، یا زمانی که توسط حشراتی که شیره گیاه میزبان را می‌مکند، آلوده شوند.
کپک دودی معمولاً بر روی برگ گیاهان زینتی مانند آزالیا، شمعدانی، آلاچیق، گیاه مورد سبز کرپ، انبهایان و افتخاراتی دیده می‌شود. گیاهانی که زیر گردو می‌رویند به خصوص به کپک دودی حساسند، چون حشرات عسلک زا اغلب ساکن این درختان می‌باشند. گاهی اوقات مرکبات ممکن است ترشحات چسبناک شیرینی تولید کنند و کپک‌های دودی روی آنها رشد کنند.

## کنترل
ساده‌ترین شکل کنترل غیر شیمیایی، پاک کردن و شستن قسمت‌های آسیب دیده گیاه با آب ولرم و صابون، صابون حشره کش یا صابون ظرفشویی، یک قاشق غذاخوری در هر گالن آب است. صابون‌های قوی یا مواد شوینده ممکن است به گیاه آسیب برساند. برای درختان بزرگ می‌توان اسپری کرد اما برای اثربخشی بهتر باید با حذف فیزیکی ترکیب شود. مدتی پس از مصرف صابون، کپک را با شلنگ آب شستشو دهید. کپک دودی دوباره رشد می‌کند، مگر اینکه دلیل اصلی رشد آن از بین برود.
کنترل شیمیایی خود کپک دوده مورد نیاز نیست. اگر آفات شیره مکنده مسئول عسلک رویش کپک باشند، چندین گزینه وجود دارد:
با استفاده از فرمولاسیون روغن چریش که یک آفت کش ارگانیک با طیف وسیع است، حشره کش، قارچ کش و کنه کش، کنه‌ها و حشرات مانند مگس سفید، شته، فلس و حشرات آرد را کنترل می‌کند و بیماری‌های قارچی اضافی مانند لکه سیاه، زنگ، کپک و دلمه را کنترل می‌کند. روغن چریش را می‌توان روی گیاهان خانگی، گل‌ها، سبزیجات، درختان، درختچه‌ها و میوه‌ها در داخل و خارج از خانه استفاده کرد. روغن چریش زیست تخریب پذیر است و سمی بودن آن برای پستانداران، پرندگان، زنبورها، کرم‌های خاکی یا حشرات مفید ثابت نشده‌است.
حشره‌کش‌های مصنوعی مانند ارگانوفسفات‌ها مانند آسفات (اورتن)، مالاتیون یا دیازینون را می‌توان در موارد شدید استفاده کرد، اما برچسب‌های محصولات تأیید شده و تعداد روزهای انتظار برای برداشت را بخوانید.